# Państwa-miasta

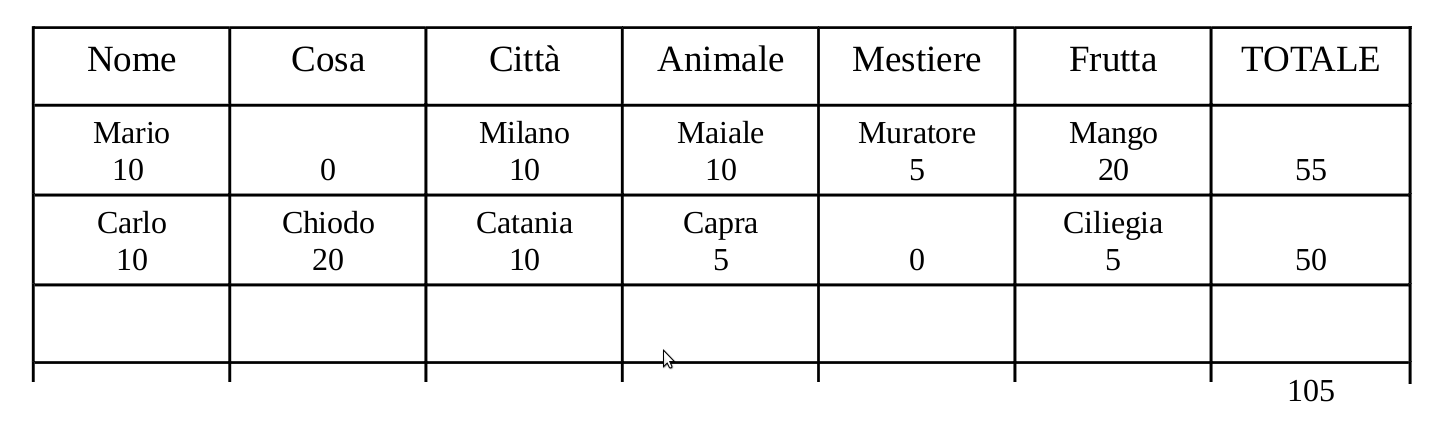

Państwa-miasta (również inteligencja) – rodzaj gry towarzyskiej polegającej na wyszukiwaniu słów z różnych dziedzin rozpoczynających się na zadaną literę. 
Gra jest przeznaczona dla uczestników w liczbie od dwóch do kilkunastu.

## Rekwizyty
Każdy uczestnik gry powinien być zaopatrzony w następujące rekwizyty:
- kartka z narysowaną tabelką do sześciu kolumn. Kolumny tabelki powinny być zatytułowane nazwami poszczególnych kategorii, np.:
  - państwo (obowiązkowo)
  - miasto (obowiązkowo)
  - roślina
  - zwierzę
  - rzecz
  - imię
  - dyscyplina sportu
  - góra
  - sławny człowiek
  - kolor
  - zawód
  - rzeka
- dla każdego gracza długopis, ołówek lub inny przyrząd do pisania
- opcjonalny rekwizyt (jeden dla wszystkich graczy): klepsydra lub stoper

## Przebieg gry
- Wylosowanie litery – jeden z graczy wymienia w pamięci po kolei wszystkie litery alfabetu, zaznaczając głośno moment, w którym zaczyna (zwyczajowo głośno wypowiada XYZ), zaś inny, wcześniej ustalony gracz, w wybranym przez siebie momencie mu przerywa. Litera, na której przerwano wyliczanie alfabetu, jest właśnie wybraną literą (jeśli wyliczanie alfabetu nie zostało przerwane przed dojściem do końca, zaczyna się ono od nowa). UWAGA: Nie wolno wymawiać liter Ą, Ę, Ń, Ó, Q, V, X, Y.
- Od momentu wylosowania litery wszyscy gracze zaczynają wpisywać do swoich tabelek słowa zaczynające się na wylosowaną literę – do każdej kolumny tabelki po jednym słowie pasującym do danej kategorii. Wpisywane wyrazy nie powinny być wyrażeniami zbyt ogólnymi. Między innymi błędem jest użycie słowa dinozaur w kategorii zwierzęta. Wpisywanie słów kończy się, gdy któryś z graczy wpisze odpowiednie słowa do wszystkich kolumn tabelki i głośno to oznajmi lub gdy wszyscy gracze ustalą, że już nic więcej nie są w stanie wymyślić i można zakończyć ten etap gry. Można również ograniczyć czas na wpisywanie słów. Do tego celu można posłużyć się klepsydrą odmierzającą około 1 lub 2 minuty.
- Zliczanie punktów – wszyscy gracze kolejno wyczytują wpisane przez siebie słowa w poszczególne kolumny. Istnieją dwa systemy przyznawania punktów. Prosty: Za wpisanie poprawnego słowa, którego żaden z innych graczy nie wymyślił, przyznaje się sobie 2 punkty, za wpisanie słowa, które ktoś inny też wpisał w tę samą kolumnę, przyznaje się sobie 1 punkt. Za brak słowa w danej kolumnie nie dolicza się ani nie odejmuje punktów. Skomplikowany: W innym systemie punktowym jeżeli gracz jako jedyny wymyślił wyraz, którego nikt nie miał, dostaje 15 pkt, jeżeli każdy gracz miał inne słowo - wszyscy dostają po 10 pkt, jeżeli każdy ma ten sam wyraz dostaje się po 5 pkt, a jeżeli ktoś nie napisał poprawnego wyrazu lub nic nie napisał dostaje 0 pkt, a jednocześnie innym graczom zwiększa się liczba punktów o 5 (nie wliczając w to gracza który ma 15 punktów).
- Gra toczy się tak długo, jak tylko gracze mają na to ochotę. Zwyczajowo, gdy wylosuje się literę, która została wybrana już wcześniej, ponawia się losowanie. Zwycięża ten, kto zbierze w trakcie gry najwięcej punktów.